# 佩里戈尔地区卡尔维亚克
佩里戈尔地区卡尔维亚克（法語：Calviac-en-Périgord，法語發音：[kalvjak ɑ̃ peʁiɡɔʁ]）是法国多尔多涅省的一个市镇，位于该省东南部，属于萨拉拉卡内达区。

## 地理
佩里戈尔地区卡尔维亚克（44°51'17"N, 1°20'1"E）面积14.52 平方千米，位于法国新阿基坦大区多爾多涅省，该省份为法国西南部内陆省份，是法國本土面积第三大的省，大致对应佩里戈尔地区，北起顺时针与夏朗德省、上维埃纳省、科雷兹省、洛特省、洛特-加龙省、吉倫特省和滨海夏朗德省接壤。
与佩里戈尔地区卡尔维亚克接壤的市镇（或旧市镇、城区）包括：卡尔吕、卡尔萨克-阿亚克、圣于连德朗蓬、圣蒙达娜、韦里尼亚克、圣樊尚勒帕吕埃勒、普拉德卡尔吕。

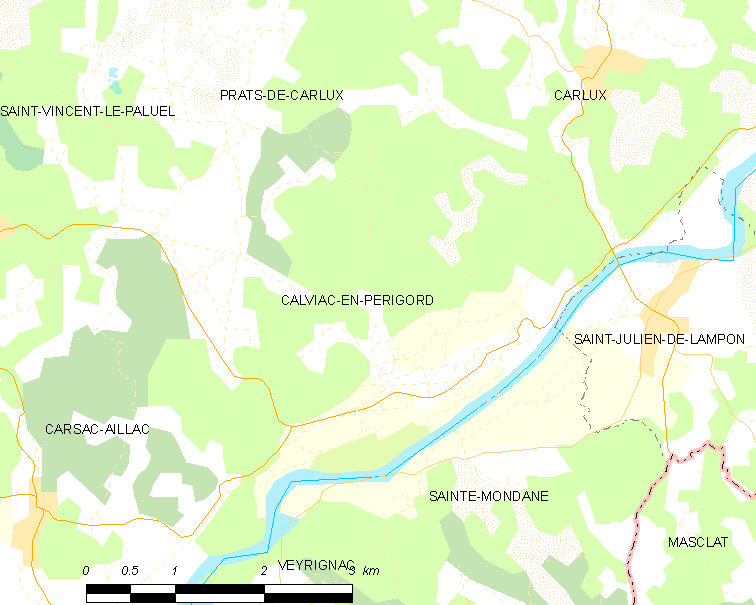
佩里戈尔地区卡尔维亚克的OSM定位图

佩里戈尔地区卡尔维亚克的时区为UTC+01:00、UTC+02:00（夏令时）。

## 行政
佩里戈尔地区卡尔维亚克的邮政编码为24370，INSEE市镇编码为24074。

## 政治
佩里戈尔地区卡尔维亚克所属的省级选区为泰拉松-拉维勒迪约县。

## 人口

1962-2008年间佩里戈尔地区卡尔维亚克人口变化图示

佩里戈尔地区卡尔维亚克于2022年1月1日时的人口数量为541人。